# The Armed Man

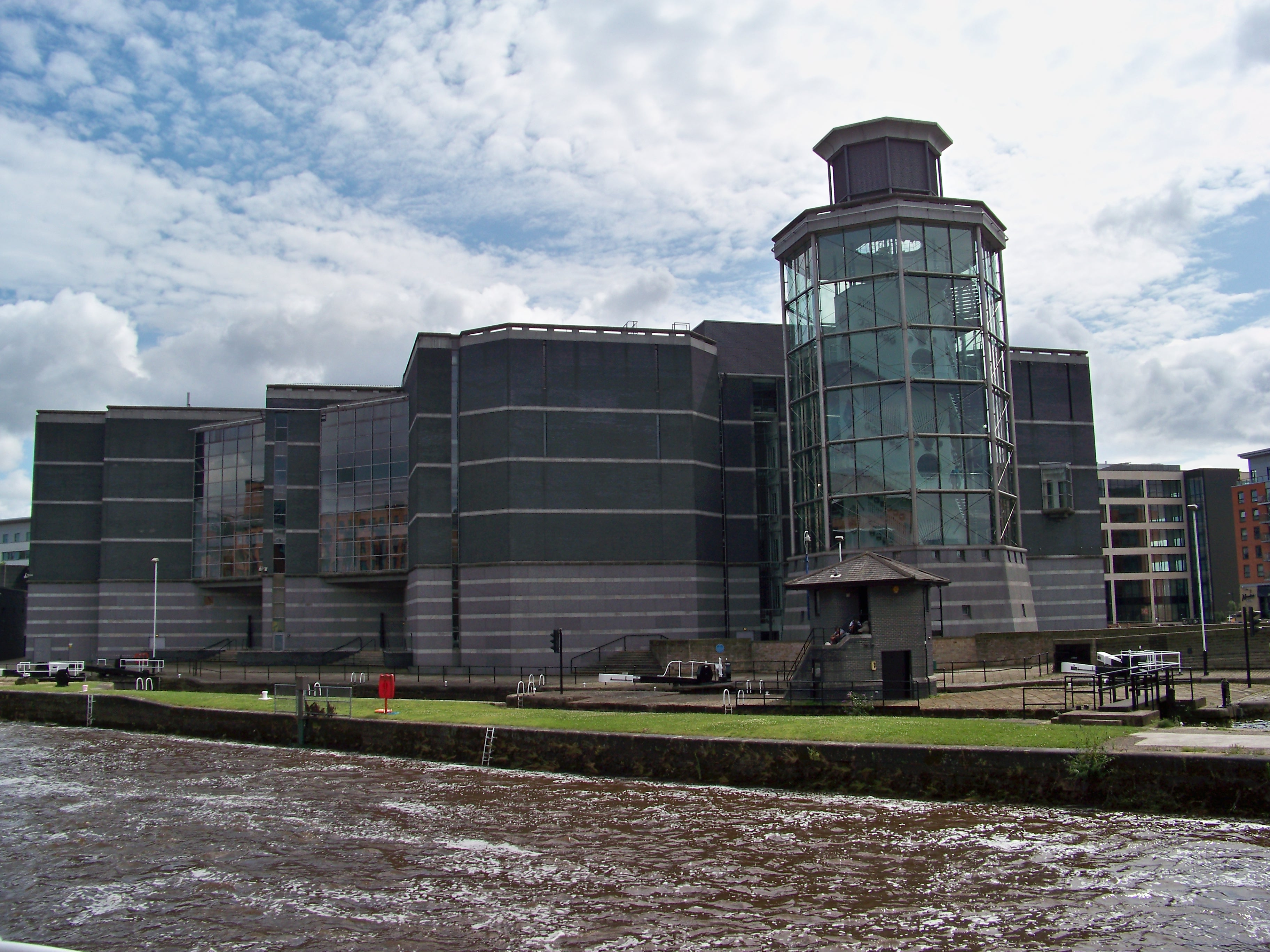
Foto de la fachada trasera y la escalera de vidrio del Royal Armouries Musuem en Leeds, West Yorkshire, Reino Unido. Tomada en la tarde del sábado 18 de julio de 2009.

"The Armed Man": A Mass for Peace (traducido como «El hombre armado: una misa para la paz») es una obra del compositor Gales Karl Jenkins. Esta obra fue encargada para las celebraciones del milenio en el año 2000, y fue dedicada a las víctimas de la crisis de Kosovo. Igual que la obra anterior  Réquiem de Guerra de  Benjamin Britten,  es esencialmente una obra antibelicista y está basada en la misa católica, la cual Jenkins combina con otras fuentes, principalmente la canción popular del siglo XV L'homme armé integrada en el primer y último movimientos. Está escrita para coro SATB con solistas (soprano y almuédano) y una orquesta sinfónica. Los textos fueron seleccionados por Guy Wilson.

## Visión general
Además de extractos ordinarios de la misa, el texto incorpora palabras de otras fuentes religiosas e históricas, incluyendo la llamada a la oración islámica, la Biblia (p. ej. los Salmos y Apocalipsis) y el Mahabharata.  Entre los escritores cuyas palabras aparecen en el trabajo se incluyen Rudyard Kipling, Alfred Tennyson y Sankichi Toge, que sobrevivió al bombardeo de Hiroshima pero murió algunos años más tarde de leucemia.
The Armed Man retrata una creciente amenaza hacia la guerra, intercalada con momentos de reflexión; muestra los horrores que la guerra trae; y acaba con la esperanza para la paz en un nuevo milenio, cuando "pena, dolor y muerte pueden ser vencidos".  Empieza con una representación de pies marchando, superado más tarde por los agudos tonos de un flautín que se sobrepone a las flautas de una banda militar con las letras francesas de L'homme armé del siglo XV.  Después de que la pausa reflectante de la Llamada a Oración y el Kyrie, "Líbranos de los hombres sanguinarios" pide ayuda a Dios contra nuestros enemigos en palabras del Libro de Salmos. El Sanctus tiene un aire militar y amenazador, seguido por el "Himno para antes de la acción" de Kipling. "¡A la carga!" dibuja con palabras de John Dryden y Jonathan Swift, empezando con trompetas marciales, pero acabando en los gritos agonizantes de la muerte. Esto está seguido por el silencio del campo de batalla después de la acción, roto por una trompeta solitaria que interpreta el Último Correo. "Las llamas enojadas" describe las escenas atroces después del bombardeo de Hiroshima, y "Antorchas" paraleliza esto con un episodio del Majabhárata, describiendo el terror y sufrimiento de los animales que mueren en el fuego. Agnus Dei está seguido por "Ahora las pistolas han cesado", escritos por el mismo Guy Wilson para reflejar el síndrome del superviviente que sintió al ver algunos  supervivientes regresando de Primera Guerra Mundial. Después del Sanctus, "Mejor es la paz" acaba la misa en una nota de esperanza, dibujando la amarga victoria al entender Lanzarote y Guinevere que la paz es mejor que la guerra, y el texto de Revelation: "Dios enjugará todas las  lágrimas".

## Actuaciones
Fue estrenada en la sala Royal Albert Hall de Londres el 25 de abril de 2000, interpretado por El Coro Nacional de Jóvenes de Gran Bretaña y la Orquesta Sinfónica Nacional de Músicos con Julian Lloyd Webber como chelo solista, y dirigido por Grant Llewellyn.
La obra es una de las más populares de Jenkins, y es regularmente interpretada por músicos profesionales y amateurs. Por marzo de 2008 ya había sido vista en 537 actuaciones por todo el mundo. De los 348 actuaciones del Reino Unido, la mayoría había sido interpretada por no-profesionales.

## Grabaciones
El primer CD fue grabado durante el verano de 2000 por la Orquesta Filarmónica de Londres dirigida por Karl Jenkins y el Coro Nacional de Juventud de Gran Bretaña dirigido por Mike Brewer, el 10 de  septiembre de 2000

### Lista de temas
1. "The Armed Man" – 6:25
2. "The Call to Prayers (Adhaan)" – 2:04
3. "Kyrie" – 8:12
4. "Save Me from Bloody Men" – 1:42
5. "Sanctus" – 7:00
6. "Hymn Before Action" – 2:38
7. "Charge!" – 7:26
8. "Angry Flames" – 4:44
9. "Torches" – 2:58
10. "Agnus Dei" – 3:39
11. "Now the Guns Have Stopped" – 3:25
12. "Benedictus" – 7:36
13. "Better Is Peace" – 9:33

En octubre de 2010, una reedición especial del álbum añadió una 14º tema:
14."For The Fallen: In Memoriam Alfryn Jenkins" – 4:41

## Relación con otros trabajos de Karl Jenkins
El tema "Sanctus" es compartido con "Immrama"  de Adiemus. "Benedictus" toma prestado su tema de "El Nudo Eterno" de Adiemus IV: El Nudo Eterno.

## Otros productos relacionados
Hay dos películas hechas para acompañar interpretaciones en vivo de The Armed Man: 
1. La película The Armed Man fue creada por Hefin Owen, y fue estrenada en su forma actual en Johannesburgo, Sudáfrica en septiembre de 2007 con Karl Jenkins como director.
2. The Armed Boy, una película original que fue creada exclusivamente para acompañar actuaciones en vivo de El Hombre Armado, fue estrenada en marzo de 2007.

## Instrumentación
La obra está diseñada para una orquesta sinfónica grande con extensa percusión: flautín, 2 flautas, 2 oboes, corno inglés, 2 clarinetes, clarinete bajo, 2 fagots, contrafagot, 4 trompas, 3 trompetas, 3 trombones, tuba, timbales, violonchelo (solo en el 12º movimiento, 'Benedictus'), cuerdas y 5 percusionistas tocando otros 20 instrumentos.